# Jordan Lukaku
Jordan Zacharie Lukaku Menama Mokelenge (Antwerpen, 25. srpnja 1994.) belgijski je nogometaš kongoanskog porijekla. Trenutačno je bez kluba.
Roger Lukaku, otac Jordana Lukakua, je umirovljeni nogometaš i bivši reprezentativac Zaira. Lukakuov brat, Romelu, je također nogometaš te belgijski reprezentativac.

## Klupska karijera
Lukaku je prvi put postao dio Anderlechtove momčadi u prosincu 2011. godine, gdje je ostao na klupi tijekom utakmice u skupini Europske lige protiv grčke AEK Atene. Protiv Standard Lièga je u travnju 2012. godine debitirao. Odigrao je ukupno 6 utakmica za Anderlecht te sezone. U svojoj drugoj sezoni nije ušao na teren u dresu Anderlechta. U završnici belgsijkog superkupa je Lukaku ušao kao zamjena za Matíasa Suáreza u 87. minuti protiv KRC Genka na stadionu Constant Vanden Stock. Anderlecht je s 1:0 osvojio belgijski superkup. Lukaku je potpisao trogodišnji ugovor s Oostendeom u svibnju 2014. godine. U srpnju 2016. godine je Lukaku prešao iz Oostendea u talijanski S.S. Lazio. U Rimu je Belgijanac afričkih korijena potpisao trogodišnji ugovor. Lukaku je debitirao za Lazio u prvoj utakmici 2016./17. sezone u pobjedi protiv Atalante. Belgijanac je bio u udarnoj postavi rimske momčadi sve dok se nije ozljedio. Krajem studenog 2016. je Lukaku prvi put zaigrao poslije ozljede u pobjedu protiv Palerma na domaćem terenu. U kolovozu 2017. je Lukaku u finalu talijanskog Superkupa u 93. minuti asistirao za pobjednički pogodak protiv Juventusa u 3:2 pobjedi. Za Belgijanca je ovo bila prva nagrada u dresu Rimljana.

## Reprezentativna karijera
Za belgijsku nogometnu reprezentaciju je debitirao 10. listopada 2015. u kvalifikacijskoj pobjedi protiv Andore.

### Europsko prvenstvo 2016.
Belgijski nogometni izbornik objavio je u svibnju 2016. popis za nastup na Europsko prvenstvo u Francuskoj, na kojem se nalazio Lukaku. Tako su treći put u povijesti belgijske reprezentacije dva brata (Jordan i Romelu Lukaku) branila boje Belgije na jednom velikom natjecanju. Lukaku nije igrao u prvom krugu na Europskom prvenstvu protiv Italije, Irske i Švedska. Također u osmini finala protiv Mađarske nije dobio minuta od izbornika. Prvu utakmicu na prvenstvu je odigrao u četvrtfinalu, nakon što je se ozljedio Jan Vertonghen. Belgija se u četvrtfinalu s porazom od Walesa oprostila od Europskog prvenstva u Francuskoj.